# Messaggero di Sant'Antonio Editrice
Messaggero di Sant'Antonio Editrice, o più semplicemente Messaggero di Sant'Antonio, o, ancora più semplicemente, Messaggero, è una casa editrice appartenente alla Federazione Italiana Editori Giornali (FIEG) e di proprietà dei Frati Minori Conventuali della Basilica di Sant'Antonio di Padova. Ha iniziato la sua attività come Tipografia del Messaggero di S.Antonio attorno al 1906.

È diretta da padre Giancarlo Zamengo dal 2013.

## Pubblicazioni
La casa editrice ha all'attivo almeno 6200 pubblicazioni nel corso della sua attività.
Fino agli anni cinquanta il catalogo dei libri, pubblicati da Edizioni Messaggero Padova (EMP), era focalizzato sulla vita di Sant'Antonio e sui sussidi liturgici. Poi ha ampliato il raggio d'azione agli studi biblici, a testi di storia cristiana e francescana, anche a libri di narrativa. Tra gli autori: Alice Franceschini, Erri De Luca, Pietro Maranesi, Anselm Grün, Nicola Savino, Simone Paganini, Antonio Bello, Fabio Scarsato, Piero Lazzarin, Lorenzo Milani, Ernesto Olivero, Loris Capovilla, Dieter Kampen, padre Pio, papa Francesco. Pubblicato anche il fantasioso epistolario indirizzato da Albino Luciani, quando era cardinale di Venezia, a personaggi storici e mitici e pubblicati sul Messaggero di Sant'Antonio dal 1971 al 1974..
La casa editrice edita inoltre le riviste mensili di cultura generale:
- Messaggero di Sant'Antonio, nato nel 1898, diffuso solo per abbonamento (520.000 abbonati) in 148 paesi.[3] In totale sette le edizioni:[3] oltre a quella italiana, viene redatta un'edizione specifica per gli italiani all'estero e poi in inglese, francese, tedesco in edizioni mensili, rumeno e polacco in edizioni bi-mensili. Infine la stessa versione italiana è disponibile anche per non vedenti.
- Messaggero dei ragazzi, un quattordicinale di fumetti, storie e attualità (di 32 pagine) dedicato ai giovanissimi. Nel maggio 2016 è stato pubblicato il numero 1000 della rivista (chiamata MeRa dai suoi giovani lettori) che esce da più di 50 anni (94 se si conta la precedente testata S.Antonio e i fanciulli).[4]

Edita inoltre le riviste teologiche:
- CredereOggi, dossier bimestrale di orientamento e aggiornamento teologico. Esce dal 1980,[5] la redazione è formata in particolare da docenti della Facoltà teologica del Triveneto.
- Rivista Liturgica, bimestrale per la formazione alla liturgia. Esce dal 1914.[6]
- Sino al 2015 ha pubblicato Parole di vita, bimestrale dell'Associazione Biblica Italiana, fondato nel 1955 e dedicato all'aggiornamento e alla formazione teologica degli operatori pastorali.